# Johann Carl Conrad Oelrichs

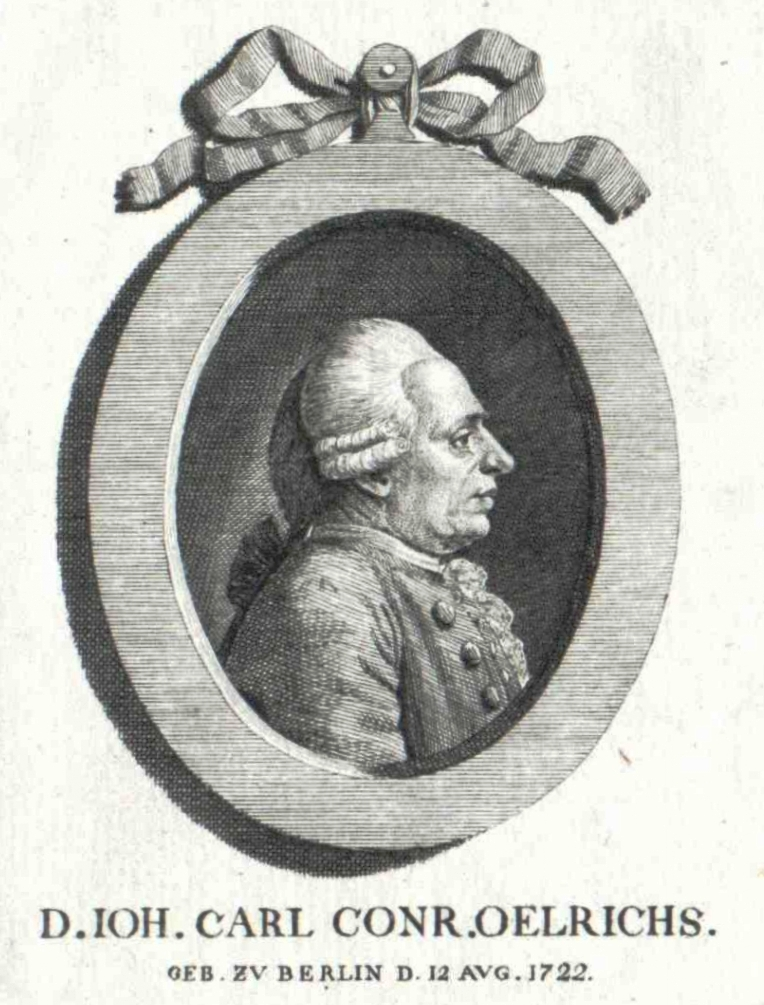
Johann Carl Conrad Oelrichs

Johann Carl Conrad Oelrichs (* 12. August 1722 in Berlin; † 10. Januar 1799 ebenda; auch Johann Karl Konrad Oelrichs) war ein deutscher Rechtsgelehrter, Historiker und Gymnasiallehrer.

## Leben und Werk
Johann Carl Conrad Oelrichs war der Sohn des Friedrich Oelrichs, der als Prediger der reformierten Gemeinde von Bremen nach Berlin gegangen war. Er hatte einen bekannten Bruder, Johann Georg Heinrich Oelrichs, einen Prediger. Nach dem Tod der Mutter 1724 und des Vaters 1732 kam er am 20. Oktober 1732 auf das Joachimsthaler Gymnasium in Berlin. Ab 1740 studierte er Rechtswissenschaften an der Universität Frankfurt (Oder). Bereits 1743 beendete er sein Studium mit einer Dissertation. Er ging nach Berlin, wo er juristische Praxis ausübte und nebenher Privatunterricht erteilte. 1750 wurde er an der Universität Frankfurt (Oder) zum Dr. jur. utr. promoviert. Anschließend unternahm er eine Bildungsreise durch Sachsen und Niedersachsen.
Nachdem mehrere Versuche erfolglos blieben, eine Anstellung als Professor der Rechte an einer Universität zu bekommen, wurde er 1752 als Professor der Rechte an das Akademische Gymnasium in Stettin berufen. Hier war er, als erster Lehrer reformierter Konfession, 21 Jahre lang als Gymnasialprofessor tätig. Er unterrichtete zunächst Einführung in die Rechtswissenschaften, später auch Rechtsgeschichte und Naturrecht. In den Jahren 1767 und 1768 amtierte er als Rektor des Gymnasiums. 1755 wurde er auf Verwenden von Gustav Adolf von Gotter durch Fürst Johann Friedrich von Schwarzburg-Rudolstadt zum kaiserlichen Hof- und Pfalzgrafen ernannt.
Neben seiner Lehrtätigkeit verfasste er zahlreiche Schriften zu juristischen, historischen und literarischen Themen, auch mit Bezug auf Pommern. Zahlreiche Gelehrtengesellschaften ernannten ihn zu ihrem Mitglied. Besonderes Verdienst erwarb er sich durch die Wiederentdeckung der Druckplatten für die Lubinsche Karte und die Neuausgabe einer bearbeiteten Fassung des „Codex diplomaticus Pomeraniae“ des Friedrich von Dreger.
Da er mit schulischen Neuerungen, die an den preußischen Gymnasien eingeführt worden waren, nicht einverstanden war, nahm er 1773  in Stettin freiwillig seinen Abschied und ließ sich wieder in Berlin nieder.  Bereits zuvor hatte er sich mehrfach um eine Anstellung als Bibliothekar an der Königlichen Bibliothek zu Berlin bemüht, wenn auch vergeblich. In Berlin widmete er sich vor allem seiner Tätigkeit als Autor. 1784 wurde er zum Geheimen Legationsrat und zweibrückischen und badischen Residenten am preußischen Hof ernannt.
Einen großen Teil seiner Bibliothek von etwa 12.000 Bänden sowie 16.000 Taler Bargeld vermachte er testamentarisch dem Joachimsthaler Gymnasium. Seine Schriften und Sammlungen zur brandenburgischen und pommerschen Geschichte gingen an die Universität Frankfurt (Oder). Dem Akademischen Gymnasium in Stettin vermachte er Bücher und 500 Taler für den juristischen Unterricht, nachdem die dortige Professur der Rechte seit 1783 nicht mehr besetzt war.
Oelrichs war verheiratet. Die Ehe blieb kinderlos.

## Schriften (Auswahl)
- De bonis nobilium juri detractus obnoxiis. Dissertation, Frankfurt (Oder) 1748
- De botding et lodding iudiciis Germaniae. Dissertation, Frankfurt (Oder) 1750
- Entwurf einer Geschichte der Königlichen Bibliothek zu Berlin. Berlin 1752 (Nachdruck Leipzig 1986)
- Beyträge zur Geschichte der Litteratur, Berlin/Stettin/Leipzig 1760 (Google Books).
- Beyträge zur Brandenburgischen Geschichte. Berlin, Stettin, Leipzig 1761 (Digitalisat BSB Digital)
- Das gepriesene Andenken der Pommerschen Herzöge, Berlin 1763.
- Oratio de origine necessitate et commodis consulatus academici temporalis et ambulatorii speciatim Palaeo-Stetini, Alt-Stettin 1864 (Google Books).
- Entwurf einer Bibliothek zur Geschichte der Gelahrtheit in Pommern.  Stettin 1765 (Google Books).
- Beyträge zur Geschichte der vortreflichen fürstlichen Buchdruckerey zu Bard, im königl. Schwedischen Pommern, Butzow/Wismar 1764 (Google Books).
- Historisch-diplomatische Beiträge zur Geschichte der Gelahrheit, besonders im Herzogthum Pommern. Stettin 1767 (Google Books).
- Zuverlässige historisch-geographische Nachrichten vom Herzogthum Pommern und Fürstenthum Rügen…. Berlin 1771 (Google Books).
- Entwurf einer vermischten Pommerschen Bibliothek von Schriften. Berlin 1771 (Google Books).
- Erläutertes Chur-Brandenburgisches Medaillencabinet ... Zur Geschichte Friederich Wilhelm des Großen. Berlin 1778 (Nachdruck Berlin 1988).
- Nachricht von seinen eigenen, meist zum Druck fertigen Manuscripten, und … Frankfurt an der Oder 1785 (Google Books).
- Historisch-Diplomatische Beyträge zur litterarischen Geschichte, fürnehmlich des Herzogthums Pommern. Nebst einer umständlichen Historisch-Diplomatischen Untersuchung des Herzogs von Pommern Swantibor III. Erster Theil, Berlin 1790 (Google Books).
- Das grausame Büthener-Recht im Lande Lauenburg und Bütow. Nebst einer vorläufigen Abhandlung von Bestrafung der Bienendiebe und Baumschäler nach den ältesten und neueren, fürnehmlich teutschen Gesetzen; besonders von einigen ganz außerordentlich grausamen, auf solche Verbrechen, auch auf andere mässige Vergehungen, ehemals gesetzten unmässigen Strafen. Aus den sichersten Quellen mitgetheilt. Realschul-Buchhandlung, Berlin 1792 (Google Books).

als Herausgeber
- Hern. Friedr. von Dreger Codex Pomeraniae vicinarumque terrarum diplomaticus, oder Urkunden, so die Pomerisch-Rügianisch und Caminischen, auch die benachbarten Länder Brandenburg, Mecklenburg, Preussen und Polen angehen…. Berlin 1768 (Google Books).
- Verzeichnis der von Dregerischen übrigen Sammlung pommerischer Urkunden. Stettin 1795.